# تحلیل پروکروستس

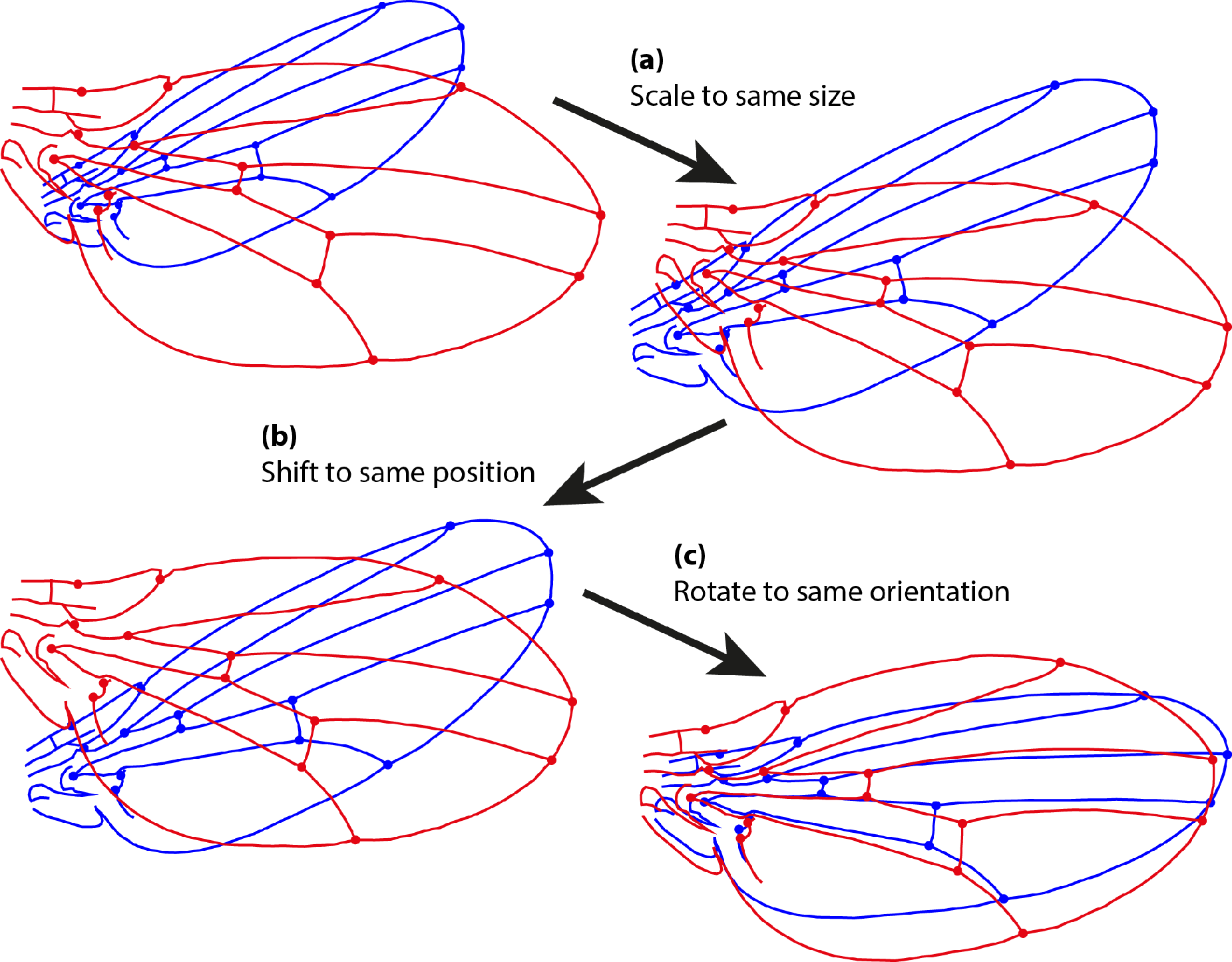
Procrustes تحمیل زائد. این رقم نشان می‌دهد که سه تحول مراحل عادی Procrustes مناسب برای دو پیکربندی از نشانه. پوسته پوسته شدن تنظیمات هر دو به همان اندازه؛ (ب) تقدم و تأخر به همان موقعیت مرکز ثقل (c) چرخش به جهت گیری فراهم می‌کند که حداقل مجموع مربعات فاصله بین مربوط به نشانه.

در آمارهای تحلیل پروکروستس یک فرم از تحلیل شکل آماری است که برای تخلیل توزیع بر روی مجموعه ای از اشیاء استفاده می‌شود. نام  پروکروستس (یونانی: Προκρούστης) اشاره به یک راهزن از اساطیر یونان دارد که قربانیان خود را با متناسب کردن با بستر خود می‌کشت بدین‌صورت که اندام آنها را می‌کشید یا قطع می‌کرد.